# اضطراب الأوعية الدموية
يشير اضطراب الأوعية الدموية بشكل عام إلى تضيق أو تصلب أو تضخم الشرايين والأوردة. غالبًا ما يحدث بسبب تراكم الرواسب الدهنية في لمعة الوعاء الدموي أو إصابة جدار الوعاء الدموي. يمكن أن يحدث ذلك في أماكن مختلفة مثل الأوعية الدموية التاجية والشرايين والأوردة الطرفية. تعيق الشرايين المتضيقة تدفق الدم إلى الأعضاء والأنسجة المختلفة. في الحالات الشديدة، قد يتطور المرض إلى مشاكل صحية أكثر خطورة مثل احتشاء عضلة القلب أو السكتة الدماغية أو قصور القلب، وهي بعض الأسباب الرئيسية للوفاة.
هناك العديد من الأسباب التي تساهم في حدوث اضطراب الأوعية الدموية بما في ذلك ارتفاع مستويات الكوليسترول والكالسيوم في الدم، وتشكل جلطة دموية والتهاب الشرايين. وُجد أن التقدم في العمر ونمط الحياة الخامل والنظام الغذائي الغني بالدهون والتدخين والسكري والتاريخ العائلي لأمراض القلب والأوعية الدموية عوامل خطر شائعة. قد تكون الدرجة الخفيفة من اضطراب الأوعية الدموية عديمة الأعراض. يمكن إجراء اختبارات الدم على مستوى الكوليسترول والكالسيوم لمراقبة خطر الإصابة بالاضطراب. بالإضافة إلى ذلك، تعد التقنيات مثل تصوير الأوعية والتصوير بالأمواج فوق الصوتية مفيدة للتشخيص. يمكن علاجه عن طريق الأدوية أو الجراحة، اعتمادًا على نوع اضطراب الأوعية الدموية.

## أنواع اضطراب الأوعية الدموية

### التصلب العصيدي
التصلب العصيدي هو مرض تدريجي في الشرايين الكبيرة، يُحدد من خلال تراكم الدهون والبلاعم والمواد الليفية في البطانة الوعائية. عندما تتلف الخلية البطانية للأوعية الدموية، تفقد القدرة على تنظيم نفسها. ينتج عن ذلك التهاب نتيجة تخريب البلاعم لجدار الوعاء الدموي. تأخذ البلاعم البروتينات الشحمية لتشكيل الخلايا الرغوية وتطلق عوامل النمو أو السيتوكينات لجذب المزيد من البلاعم وخلايا العضلات الملساء. تتشكل اللويحات وتتكاثر ليكبر حجمها، ما يؤدي إلى انسداد يعيق تدفق الدم تدريجيًا. الأهم من ذلك أنه يسبب مضاعفات مختلفة تؤثر على الجسم بأكمله.

### أم الدم
أم الدم هو تضخم موضعي للشرايين يتميز بانتفاخ يشبه البالون. ينتج عن الضعف غير الطبيعي لجدار الأوعية الدموية. تشمل الأنواع الشائعة أم الدم الأبهرية البطنية وأم الدم الأبهرية الصدرية وأم الدم داخل القحف. تحدث معظم أنواع أم الدم، باستثناء أم الدم داخل القحف، بشكل رئيسي بسبب التصلب العصيدي.

### مرض رينو
مرض رينو هو متلازمة وعائية طرفية نادرة تسبب تضيق الأوعية الدموية، عمومًا في اليدين والقدمين، بسبب البرد أو التوتر النفسي. يظهر من خلال الحد من تدفق الدم إلى أصابع اليدين القدمين مع تشنج دوري ويؤدي إلى تغير جذري في لونها إلى الأبيض أو الأزرق. قد يتطور المرض إلى ألم إقفاري وتنخر في أصابع اليدين أو القدمين. تبدأ إمراضية مرض رينو بتفعيل الجهاز العصبي الودي الناجم عن البرد أو الشعور بالتوتر.

### العلامات والأعراض
نادرًا ما تحدث أعراض في المراحل المبكرة من اضطراب الأوعية الدموية. عندما يتطور المرض، يمكن ملاحظة مجموعة متنوعة من الأعراض في أجزاء الجسم المختلفة. على سبيل المثال، قد يحدث لدى المرضى شحوب في البشرة وبرودة في الأيدي والأقدام وخدر في أطراف الأصابع. يرجع ذلك بشكل أساسي إلى انخفاض تدفق الدم إلى الأطراف، ما يؤدي إلى ضعف توزيع الحرارة في هذه المناطق. تستغرق التقرحات والجروح وقتًا أطول للالتئام بسبب ضعف عملية تخثر الدم. قد يحدث ضعف وتشنج العضلات أيضًا، خاصةً في الساقين، بسبب نقص الأكسجين في خلايا العضلات اللازم لعملية الأيض.